# Kindu
Kindu is een stad in de Democratische Republiek Congo aan de linkeroever van de Lualaba en is de hoofdplaats van de provincie Maniema. Kindu telde in 2012 naar schatting 172.000 inwoners. De gebruikelijke voertaal is het Swahili. De stad ligt op een hoogte van 504 m.

## Verkeer en vervoer

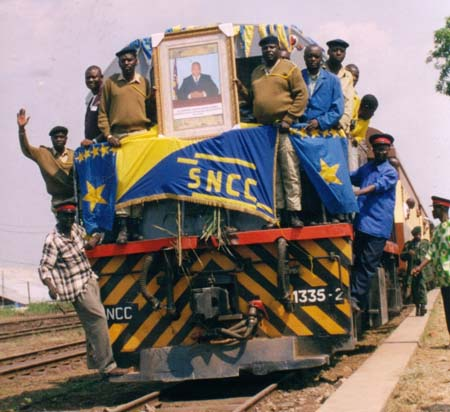
Aankomst eerste trein in Kindu na herstel spoorlijn in 2004.

De haven aan de Lualaba biedt toegang tot de scheepvaart op de Kongo naar het noorden (stroomafwaarts tot Ubundu, voor Kisangani). Tussen 1906 en 1910 werd de spoorweg van Kindu naar Kongolo aangelegd. Hierdoor kon een lang onbevaarbaar deel van de Lualaba gepasseerd worden. In 1939 werd de spoorweg verlengd tot Kabalo en in 1956 werd de spoorweg aangesloten op het spoorwegennet van Haut-Katanga waardoor Lubumbashi bereikbaar werd via spoor vanuit Kindu. Er zijn spoorverbindingen naar de mijnen van Kalemie, Kamina en Kananga in het zuiden.
Even ten noorden van het stadscentrum bevindt zich de Luchthaven Kindu. Congo Airways bedient de luchthaven met drie wekelijkse vluchten naar Luchthaven N'djili bij Kinshasa, twee naar Goma (Luchthaven Goma Internationaal) en een naar Luchthaven Bangoka Internationaal bij Kisangani.

## Handel en mijnbouw
In de 19e eeuw was het een handelsplaats voor ivoor, goud en slavenhandel. De plaats was gekend als Kindu-Port Empain (genoemd naar Édouard Empain). De mijnbouw is gebleven: diamant, koper, goud en kobalt worden nog steeds ontgonnen. Maar Kindu en omgeving is ook gekend geworden wegens de ontginning van strategische mineralen zoals cassiteriet en coltan.

## Moordpartij
De plaats is ook gekend omwille van de wreedheden die hier op 11 en 12 november 1961 plaatsvonden in het pas onafhankelijk geworden Congo door de troepen van Antoine Gizenga. Dertien ongewapende militairen waaronder een aantal piloten, allen van de Italiaanse luchtmacht werkend in opdracht van de Verenigde Naties, werden hier brutaal mishandeld en omgebracht.

## Religie
Kindu is sinds 1959 de zetel van een rooms-katholiek bisdom.

## Geboren in Kindu
- Jody Lukoki (1992-2022), voetballer

Sankuru · Bas-Uele · Kongo Central · Kwango · Kwilu · Mai-Ndombe · Kinshasa · Kasaï · Lulua · Kasaï oriental · Lomami · Maniema · Zuid-Kivu · Noord-Kivu · Ituri · Haut-Uele · Tshopo · Noord-Ubangi · Mongala · Zuid-Ubangi · Evenaarsprovincie · Tshuapa · Tanganyika · Haut-Lomami · Lualaba · Haut-Katanga